# 施泰珀尼茨河

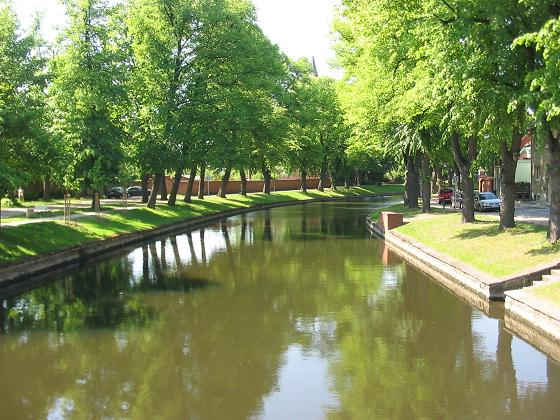

施泰珀尼茨河（德語：Stepenitz）是德國的河流，位於勃蘭登堡州，屬於易北河的右支流，河道全長84公里，發源自邁恩堡以南約5公里，最終注入維滕貝格。
52°59′22″N 11°44′47″E / 52.98944°N 11.74639°E